# Discipline Global Mobile
Discipline Global Mobile (DGM, ou Discipline GM) é uma gravadora independente fundada em 1992 por Robert Fripp (mais conhecido como guitarrista e principal compositor da banda King Crimson) e produtor/desenvolvedor de conteúdo online David Singleton.  DGM lançou músicas solo de Fripp, bem como trabalhos de vários músicos e bandas afiliados, incluindo King Crimson, The Vicar, California Guitar Trio e outros.  A gravadora tem escritórios em Salisbury, Inglaterra, e Los Angeles, Califórnia. 
A DGM tem como objetivo ser "um modelo de negócios éticos em uma indústria fundada na exploração, lubrificada pelo engano, dilacerada pelo roubo e alimentada pela ganância", de acordo com Fripp.  Sua política é que seus artistas retenham todos os direitos autorais; conseqüentemente, até mesmo o logotipo corporativo da DGM é de propriedade de seu designer.  A gravadora foi uma das primeiras a adotar o sistema de download digital. Os objetivos da DGM foram aclamados como "exemplares", e a gravadora foi creditada por ter expandido "as possibilidades da música experimental" e por ter melhorado o ambiente para King Crimson. 
O nome da gravadora DGM é derivado do título de um álbum do King Crimson de 1981 (Discipline) e do nome da gravadora anterior de Singleton (The Mobile). O logotipo da gravadora também reflete parcialmente a arte do álbum Discipline (apresentando um nó novo, mas semelhante, encomendado ao artista Steve Ball). 

## Fundação e objetivos

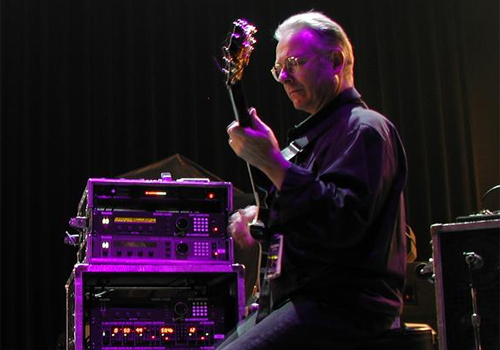
O fundador da Discipline Global Mobile, Robert Fripp chamou a música de "uma indústria fundada na exploração, lubrificada pelo engano, dilacerada pelo roubo e alimentada pela ganância".

Tendo sido músico profissional desde meados dos anos 60 (e guitarrista do King Crimson desde 1969), no final dos anos 80, Robert Fripp se viu em conflito com sua gravadora de longa data E.G. Records e empresa de gestão (E.G. Management) sobre royalties supostamente devidos. por EG para si mesmo e para outros membros da banda. Durante este período, Fripp conheceu e começou a trabalhar com o produtor e desenvolvedor online David Singleton, inicialmente em uma turnê Guitar Craft em 1990 e posteriormente na produção de dois álbuns - Show of Hands da League of Crafty Guitarists e o álbum homônimo para o Fripp e o grupo liderado por Toyah, Sunday All Over the World. A parceria de produção de Fripp e Singleton foi selada pelo trabalho em duas caixas King Crimson (Frame by Frame de 1991 e The Great Deceiver de 1992) e continua até os dias atuais sob o nome de TonProb.
Após sete anos, Fripp e E.G. chegaram a um acordo  , mas a experiência deixou Fripp determinado a assumir o controle de seu próprio trabalho e assuntos financeiros sempre que possível. Como parte desse objetivo, ele fundou a Discipline Global Mobile (DGM) como uma gravadora independente em 1992, como uma parceria cinquenta-cinquenta com Singleton.   
A declaração de missão da DGM consiste em cinco "objetivos de negócios da DGM", como segue:
- "O primeiro objetivo da DGM é ajudar a trazer música ao mundo que, de outra forma, dificilmente o faria, ou sob condições prejudiciais à música e/ou aos músicos." [14]
- "O segundo objetivo da DGM é operar no mercado, estando livre dos valores do mercado."
- "O terceiro objetivo da DGM é ajudar os artistas e funcionários do DGM a alcançar o que desejam para si mesmos."
- "O quarto objetivo da DGM é encontrar seu público."
- "O quinto objetivo da DGM é ser um modelo de negócios éticos em uma indústria fundada na exploração, lubrificada pelo engano, dilacerada pelo roubo e alimentada pela ganância." [15] [16] [14] [17]

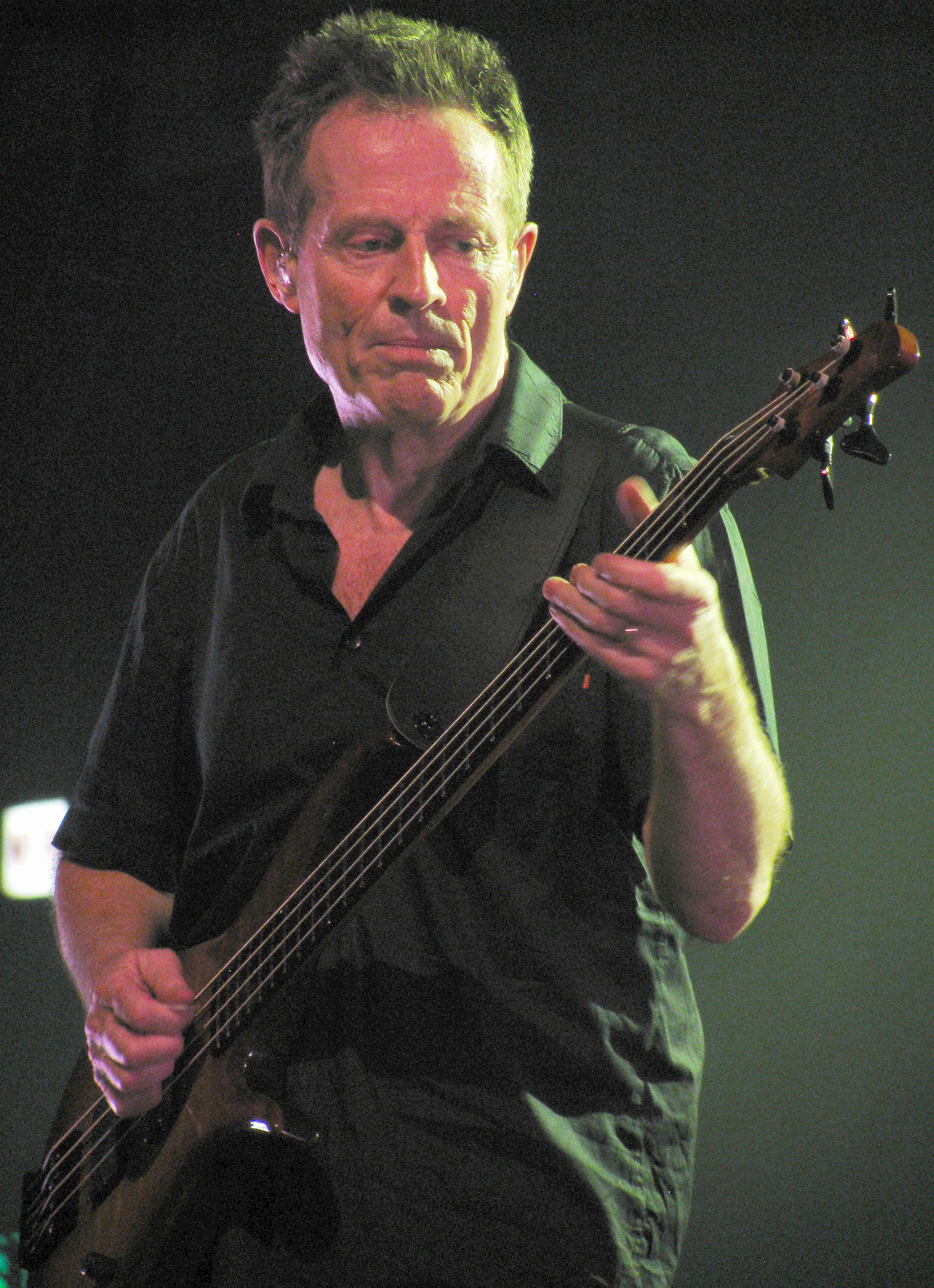
Ex-baixista do Led Zeppelin, John Paul Jones gravou álbuns com a DGM sem assinar contrato, afirmando que a relação "é de pura confiança".

Esses objetivos foram chamados de "exemplários" por Bill Martin, que escreveu que "Fripp fez algo muito importante para as possibilidades da música experimental" ao criar o DGM, e que o DGM "desempenhou um papel importante na criação de condições favoráveis para" King Crimson. 

Desde pelo menos o início dos anos 1960, a indústria fonográfica exige que os artistas assinem sobre direitos autorais e direitos morais de suas capas, músicas e letras. A DGM rejeita essa prática e, desde sua fundação em 1992, mantém sua política de que seus artistas retenham os direitos autorais e os direitos morais de suas obras,   sejam obras musicais ou artes visuais.  Fripp escreveu:
"Os direitos autorais fonográficos nessas apresentações são operados pela Discipline Global Mobile em nome dos artistas, com quem reside, ao contrário da prática comum na indústria fonográfica. A Discipline não aceita nenhuma razão para que os artistas atribuam os direitos autorais de seu trabalho a uma gravadora ou administração em virtude de uma 'prática comum' que sempre foi questionável, muitas vezes imprópria e agora é indefensável." 
Isso se estende até mesmo ao logotipo corporativo da DGM, cujos direitos autorais não são de propriedade da empresa, mas de seu designer,  Steve Ball.    
A DGM não exige que seus artistas assinem contratos.  John Paul Jones ex-baixista do Led Zeppelin disse: "É pura confiança" e observou que "existem perigos em ambos os lados. Eu poderia ter um álbum de sucesso e apenas assinar com uma gravadora, ou eles poderiam decidir não me pagar." Jones explicou que estava acostumado a "trabalhar em situações que dependem de confiança e integridade, essas palavras antiquadas" porque o Led Zeppelin não tinha contrato com seu empresário.   Outra banda do DGM, o grupo de rock alternativo The Rosenbergs, optou por trabalhar com a gravadora após conflitos com sua gravadora anterior Universal Records, que até exigia o controle do nome de domínio da banda: em contraste, DGM os encorajou a manter o controle de suas próprias gravações master e forneceu-lhes fundos para turnês e promovendo seu álbum. 
Os royalties são pagos acima da taxa vigente, conforme anunciado no lançamento do DGM.  Em troca, os artistas do DGM são responsáveis por promover seus álbuns por meio de turnês e entrevistas. 

## Artistas

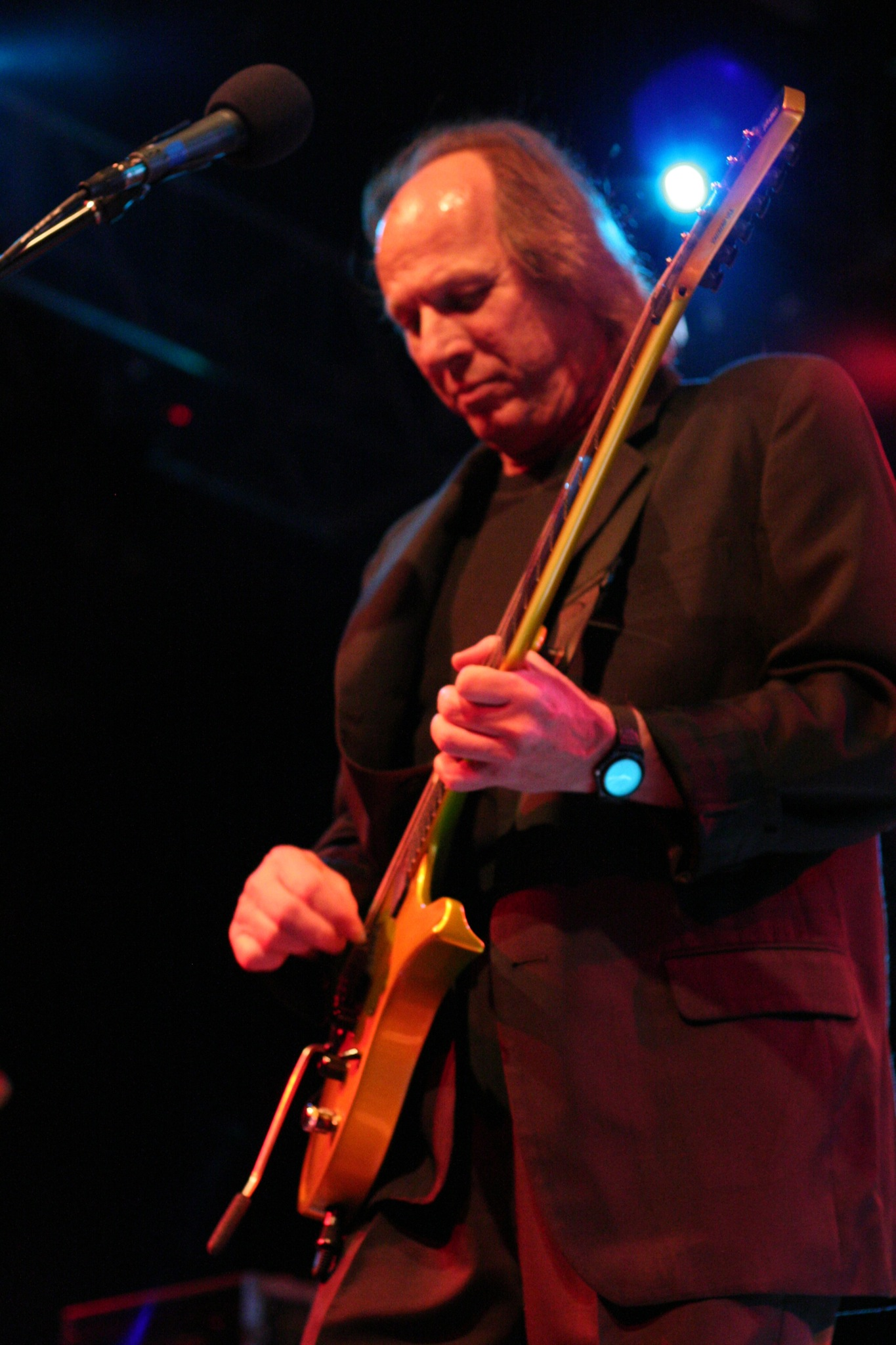
O guitarrista do King Crimson, Adrian Belew, gravou vários álbuns com a DGM.

A Discipline Global Mobile é especializada em art rock, rock progressivo, jazz e uma variedade de música experimental e crossover (a gravadora também lançou gravações de música renascentista para alaúde e rock alternativo mainstream). DGM lançou mais de cem gravações do King Crimson, incluindo álbuns remasterizados com faixas bônus e DVDs com imagens de arquivo. Além de King Crimson, a atual lista ativa da DGM inclui vários projetos de Robert Fripp e The Vicar (um projeto de compositor).  A gravadora já lançou músicas de vários conjuntos afiliados ao Fripp; The League of Crafty Guitarists, Les Gauchos Allemagnes, California Guitar Trio e Robert Fripp String Quartet (todos originários ou conectados aos cursos de Fripp's Guitar Craft)  

### Artistas atuais/recentes da DGM
- King Crimson (mais de 100 lançamentos de material de arquivo e lançamentos adicionais fora do produto atual de uma grande gravadora)
- The ProjeKcts (subgrupos King Crimson)
- Robert Fripp (lançamentos solo, gravações Soundscape)
- Fripp & Eno
- The Vicar
- David Sylvian & Robert Fripp (reedições)
- Jakszyk, Fripp & Collins

### Ex-artistas DGM
- Adrian Belew
- BPM&M
- Bill Bruford (com Ralph Towner e Eddie Gómez)
- Bill Bruford's Earthworks
- Bruford Levin Upper Extremities
- California Guitar Trio
- Europa String Choir
- Robert Fripp String Quintet
- Tony Geballe
- GitboxGenericName
- Trey Gunn
- Peter Hammill
- Steve Hancoff
- Jacob Heringman
- John Paul Jones
- Tony Levin
- Los Gauchos Alemanes
- Mr McFall's Chamber
- Bill Nelson
- Opus 20
- Juan Carlos Quintero
- The Rosenbergs
- Ten Seconds

## Serviços online
De acordo com um perfil de 1998 na revista Billboard, a Discipline Global Mobile tinha sete funcionários em Salisbury, Inglaterra, e três em Los Angeles, Califórnia.  ADGM na verdade está "alojada em um prédio de cascalho em uma vila perto de Salisbury, sudoeste da Inglaterra". 
Seu gerente de rótulo informou que o país com maior mercado é o Japão, onde as encomendas pelo correio representavam apenas 10% das vendas, mas 50% dos lucros. Em 1998, DGM foi distribuído no Japão pela Pony Canyon; no Reino Unido pela Pinnacle;  e nos Estados Unidos pela Rykodisc.   Amostras de som foram oferecidas além dos serviços de pedidos pelo correio do DGM.  Os downloads gratuitos do DGM fortaleceram as relações entre artistas e fãs. 
Em 2012, o site da DGM tinha a seguinte introdução: "O objetivo do DGM é conectar música, músico e público de uma forma que apoie o poder da música, a integridade do músico e as necessidades do público. DGM Live oferece música para download com fotos, diários e arquivos para navegação".  A transição bem-sucedida da DGM para uma era de distribuição digital foi chamada de "única" entre as gravadoras em 2009; esse sucesso foi creditado ao fornecimento de gravações legais e de alta qualidade de shows, que efetivamente fizeram engenharia reversa das redes de distribuição para bootlegs de concertos. 
A DGM publica diários on-line de Robert Fripp e David Singleton.  Um fórum moderado permite que os fãs façam perguntas ou deixem comentários. A escrita pública de seu diário por Fripp desafiou seus leitores a se tornarem ouvintes mais ativos e participantes inteligentes em apresentações musicais. 

### Conflito com o Grooveshark
Os diários de Fripp foram discutidos internacionalmente após a publicação de documentos de uma disputa com a Grooveshark, uma distribuidora online de música. Fripp e Singleton reclamaram que Grooveshark continuou a distribuir sua música, mesmo depois de repetidos avisos de remoção e outras reclamações. Sua correspondência com Grooveshark foi publicada pela Digital Music News    e em seu diário DGM.  A disputa de Fripp com Grooveshark foi incluída em um processo contra Grooveshark pela Universal Music Group, que foi aberto em novembro de 2011.  